# Оперти, Джузеппа
Джузеппа Оперти или Мария Ангелов (итал. Maria degli Angeli, 16 ноября 1871, Турин, Италия — 7 октября 1949, Риволи, Италия) — раба Божия Римско-католической церкви, монахиня, основательница Конгрегации Кармелиток Святой Терезы (Турин) (ит. Suore Carmelitane di Santa Teresa di Torino (ST).

## Биография
Джузеппа Маргарита Оперти родилась в Турине 16 ноября 1871 года в семье министерского чиновника Джакомо Оперти и баронессы Адели Синалья. Джузеппина (так звали её близкие) начальное образование получила на дому, затем продолжила обучение в церковных школах Турина. В 14 лет она потеряла брата и отца, и приняла на себя заботы о матери, их доме в Турине и имении в Марене.
Тогда же Джузеппина свершила ряд паломничеств к санктуариям в Италии. Во время одного из них к чудотворному образу Богоматери Оропской в ней пробудилось стремление к монашескому призванию в духе кармелитов. В 1887 году она вступила в третий орден кармелитов. В июле 1893 года духовник приходской священник Джованни Баттиста Ролле предложил ей основать конгрегацию, в которой созерцательная жизнь сочеталась бы с апостольским служением. 6 июля 1894 года в Марене ею была основана Конгрегация Сестер Кармелиток Святой Терезы (Турин).
Джузеппина более склонялась к затвору в монастыре, но по благословению священноначалия осталась с матерью. В руководстве новой конгрегацией она полагалась на советы прелата Георгия Галлина, который помогал ей в составлении Устава, соединявшего созерцательные и апостольские черты. Этот Устав был одобрен архиепископом Турина Давиде Риккарди, и вскоре в Марене ею были открыты приют святого Иосифа и школа-интернат для детей из бедных семей.
16 марта 1895 года основательница приняла облачение кармелиток и новое имя Марии Ангелов, а спустя три дня она принесла монашеские обеты и была поставлена в настоятельницы новой конгрегации. Вместе с ней постриг приняла её мать, взяв в монашестве себе новое имя Марии Иосефины Святой Терезы. 6 октября 1897 года Конгрегация Сестер Кармелиток Святой Терезы (Турин) была официально принята в семью кармелитов. В 1899 году был основан второй дом в Хераско, затем — другой в Турине, впоследствии ставший главным домом конгрегации.
На следующий год после упокоения матери — 3 мая 1905 года на первом генеральном капитуле нового учреждения в Турине, Мария Ангелов отказалась от избрания в настоятельницы. И 26 августа того же года она вступила в монастырь босых кармелиток в Монкальери, основанный её соотечественницей — блаженной Марией Ангелов (в миру Мария Анна Фонтанелла). Спустя несколько месяцев ей пришлось оставить обитель из-за плохого здоровья и вернуться в Марене.
Здесь Мария Ангелов основала ещё один монастырь — на этот раз созерцательного порядка и на генеральном капитуле 1908 года конгрегация окончательно разделилась на созерцательную и созерцательно-апостольскую ветви. Вместе с несколькими сёстрами основательница удалилась в затвор. Такое двойное устройство конгрегации было признано местным епископом в 1914 году. В это время Марию Ангелов избрали в настоятельницы ордена босых кармелиток и это служение она несла до 1941 года. Созерцательная ветвь института переехала из Марене в новый монастырь в Кашине Вика. Ветвь же апостольская развилась очень широко, открыв много новых домов не только в Италии, но и за её приделами.
Мария Ангелов скончалась в Риволи 7 октября 1949 года.

## Почитание
6 октября 1995 года был закрыт епархиальный процесс по её канонизации, начатый 21 января 1991 года.